# Harnes
Harnes – miejscowość i gmina we Francji, w regionie Hauts-de-France, w departamencie Pas-de-Calais.
Według danych na rok 1990 gminę zamieszkiwało 14 309 osób, a gęstość zaludnienia wynosiła 1330 osób/km² (wśród 1549 gmin regionu Nord-Pas-de-Calais Harnes plasuje się na 47. miejscu pod względem liczby ludności, natomiast pod względem powierzchni na miejscu 280.).
Harnes jest miastem partnerskim Chrzanowa.

## Współpraca
- Loanhead, Wielka Brytania
- Chrzanów, Polska
- Falkenstein/Vogtl., Niemcy
- Kabouda(inne języki), Burkina Faso
- Putignano, Włochy
- Vendres, Francja